# William Bradford Shockley
William Bradford Shockley (n. 13 februarie 1910, Londra, Regatul Unit al Marii Britanii și Irlandei – d. 12 august 1989, Stanford, Comitatul Santa Clara, California, SUA) a fost un fizician și inventator american de origine britanică.
În anul 1955 a înființat Laboratorul de SemiconductoriShockley, la Beckman Instruments.
Împreună cu John Bardeen și Walter Houser Brattain, Shockley a inventat tranzistorul, invenție pentru care cei trei au primit în 1956 Premiul Nobel pentru Fizică. De asemenea, Shockley a primit în 1980 medalia de onoare IEEE pentru descoperirea tranzistorului cu efect de câmp cu joncțiune. Tentativele lui Shockley de a comercializa un nou design pentru transistor în anii 1950 și 1960 au avut ca efect faptul că "Silicon Valley" din California a devenit o bază pentru inovațiile din electronică. Spre sfârșitul vieții, Shockley a fost profesor la Stanford.

## Lucrări ulterioare
Shockley descrie acele sisteme de reproducere biologică care duc la transmiterea cu prioritate a caracteristicilor negative ale indivizilor și care astfel, contrar teoriei selecției naturale, au rezultatul opus de degradare progresivă a calităților speciei. 
Analizând disgenia din Statele Unite, Shockley a constatat că fenomenul se manifesta atât în cadrul populației de rasă albă cât și al celei de rasă neagră, însă situația în rândul negrilor era deosebit de îngrijorătoare. 
După datele Biroului de Recensăminte al Statelor Unite (U.S. Census Bureau), în rândul populației de rasă albă se înregistrau în medie 3,7 copii pentru un cetățean necalificat, față de 2,3 pentru un cetățean calificat. 
În rândul populației de rasă neagră statistica arăta că pentru necalificați se înregistrau 5,4 copii de persoană față de doar 1,9 pentru cei calificați. 
Argumentul lui Shockley era că, deoarece inteligența și aptitudinile intelectuale sunt ereditare, ca și majoritatea altor caracteristici ale oamenilor, este inevitabil ca, în timp, procentul de oameni inteligenți să scadă, iar acest fenomen să afecteze mai mult populația neagră, în pofida eforturilor de integrare făcute de societatea americană. 
Acest proces de înrăutățire a calităților unei specii a fost denumit "disgenie". 
Fiind acuzat de hitlerism într-un reportaj al revistei "Atlanta Constitution", Shockley a intentat acțiune împotriva revistei pentru defăimare, proces pe care l-a câștigat.